# نيلة جناحي
نيلة أحمد جناحي هي إعلامية بحرينية، حصلت على بكالوريوس محاسبة وإدارة مالية من جامعة الأهلية بالبحرين.